# Thomas Dunne Books
Thomas Dunne Books fou un segell editorial de St. Martin's Press, filial de Macmillan Publishers. Publicà llibres de ficció i no-ficció per a un públic generalista entre el 1986 i abril del 2020.

## Història
El 1996, Thomas Dunne Books contractà l'acadèmic David Irving per escriure una biografia de Joseph Goebbels, però hagué de cancel·lar el llibre quan es feu públic que Irving era un negacionista de l'Holocaust vinculat a l'Institute for Historical Review, «el centre literari del negacionisme de l'Holocaust als Estats Units».
L'octubre del 1999, St. Martin's Press retirà i destruí les còpies d'un llibre de Dunne, Fortunate Son: George W. Bush and the Making of an American President, després que sortissin a la llum diversos incidents sobre l'autor J. H. Hatfield, que havia estat empresonat per intentar matar el seu antic cap amb un cotxe bomba i que hi inclogué una acusació anònima contra Bush. Un redactor executiu de St. Martin's dimití per protestar contra la publicació. Al novembre, els redactors de Dunne deixaren d'assistir a les reunions editorials de St. Martin i començaren a organitzar les seves pròpies.
El juny del 2016, PublishersLunch anuncià que Thomas Dunne Books havia retallat la seva plantilla a quatre treballadors.
L'abril del 2020, St. Martin's Press eliminà el segell editorial en el marc d'«una acció de reducció d'ocupació i suspensió de contractacions» per les dificultats econòmiques provocades per la pandèmia de COVID-19.

## Autors
- James MacGregor Burns
- J.P. Donleavy
- Jeff Hertzberg i Zoë François
- Joe Haldeman
- Bobby Knight
- Ralph Nader
- Paul Beatty
- Michael Palin i els membres de Monty Python
- Frederik Pohl
- Judd Trichter
- Bernie Sanders
- William Shatner
- Jincy Willett
- David Wong
- Viv Albertine
- John Hart
- Steve Hamilton

### Macmillan Entertainment
Thomas Dunne Books llançà Macmillan Films (MF) l'octubre del 2010. Produí la sèrie de docudrama Gangland Undercover, basada en el llibre Vagos, Mongols, and Outlaws: My Infiltration of America's Deadliest Biker Gangs, de Charles Falco i Kerrie Droban, publicat pel segell el 2013.
Macmillan Films fou reanomenada a Macmillan Entertainment. A abril del 2020, al lloc web de la divisió no hi constava cap treballador, producte en curs de desenvolupament o propietat disponible.